# Palikè
Palikè est une cité antique de Sicile, fondée en 453 av. J.-C. par Doukétios, chef des Sicules, à proximité du sanctuaire des dieux jumeaux Paliques (Palikoi). Le site de Palikè se trouve sur le territoire de la commune de Mineo, dans la Valle del Margi (it) ; il est placé sur un éperon basaltique, au lieu-dit Rocchicella.

## Histoire
La cité a été fondée en 453 av. J.-C. par Doukétios, selon le témoignage de Diodore de Sicile, sur un site occupé dès la préhistoire et près du sanctuaire des Paliques. Il la fortifie et en fait la capitale du koinon des Sicules, qu'il a réussi à constituer.
La destruction et l'abandon de Palikè pourraient avoir eu lieu dès 440 av. J.-C., du fait des Syracusains, après l'échec de la tentative politique de Doukétios, mort de maladie cette même année.
Lors de la deuxième guerre servile, des esclaves se réfugient à nouveau dans le sanctuaire des Paliques. 

## Fouilles et aménagement du site
Les fouilles du site ont été entreprises en 1995 par la surintendance de Catane (Soprintendenza dei beni culturali ed ambientali di Catania). Elles ont révélé, pour la cité fondée par Doukétios, un système de terrasses ; sur la terrasse la plus haute, on a dégagé un hestiaterion (édifice consacré à la tenue de banquets), ainsi que deux portiques sur les terrasses inférieures.
Le site a été acquis par la Région de Sicile, qui l'a ouvert au public en janvier 2006. Un petit musée y a été installé ; une sélection d'objets trouvés sur le site y est exposée et des activités didactiques sont proposées.